# هارولد ديكسون

هارولد ديكسون سنة 1937 في صحراء برقان جنوب الكويت

هارولد ريتشارد باتريك ديكسون (بالإنجليزية: Harold Richard Patrick Dickson)‏؛ (4 فبراير1881 بيروت - 14 يونيو 1959) ضابط عسكري وسياسي ومؤرخ بريطاني ألف عدة كتب عن الكويت وشبه الجزيرة العربية، خدم في سلاح الفرسان البريطاني حتى 1915، حيث نقل إلى الإدارة السياسية وعمل وكيلا سياسيا في الناصرية والبحرين ثم وكيلا سياسيا في الكويت عام 1929 حتى تقاعدة عام 1936  ليصبح ممثلا محليا أعلى لشركة نفط الكويت حتى وفاته.

## حياته
ولد هارولد ديكسون بمدينة بيروت في ولاية الشام بالدولة العثمانية في 4 فبراير 1881، كان والده القنصل العام البريطاني بالقدس، تلقى هارولد ديكسون تعليمه في مدرسة سانت إدورد بأكسفورد ثم أكمل تعليمه بكلية وادهام بجامعة أوكسفورد.
في عام 1903 أنضم لفرقة حرس المشاة وبعد أداء الخدمة العسكرية في إيرلندا والهند نقل إلى الفرقة 29 بسلاح الفرسان في الجيش البريطاني الهندي.
ثم نقل إلى الفرقة 33 لسلاح الفرسان التي توجهت إلى العراق عام 1914 في الحرب العالمية الأولى وشارك في العمليات التي أدت احتلال البصرة والناصرية بما في ذلك معركة الشعيبة.
في آب/أغسطس من عام 1915 انتقل إلى العمل في الإدارة السياسة تحت رئاسة السير بيرسي كوكس، وساعد في تنظيم الإدارة المدنية في جنوب العراق ثم عين معاون الحاكم السياسي لسوق الشيوخ، والمنطقة المحيطة بها على نهر الفرات وبعدها ألحقت بأعماله وظيفة الوكيل السياسي في الناصرية، وحاكم سياسي للواء المنتفق خلال سنوات الحرب العالمية الأولى.
بعد انتهاء الحرب العالمية الأولى عام 1918 انتقل الي البحرين حيث عمل كوكيل سياسي بريطاني في البحرين ثم رجع إلى الهند في 1923 ليعمل سكرتيرا لمهراجا بيكانير أنتقل بعدها في 1927 للعمل سكرتيرا للمقيم السياسي بالخليج العربي الذي كان يباشر مهام عمله في البحرين وما لبث أن أرسل للكويت ليشغل منصب الوكيل السياسي البريطاني في الكويت في الفترة (1929-1936) ثم عاد معتمدا عاما سنة 1941م، ثم ترك الخدمة بعد فترة قصيرة لأسباب مازالت مجهولة. وبعدها تبناه الشيخ أحمد الجابر الصباح، فأصبح من المقربين لديه، فعمل في شركة نفط الكويت متمتعًا بمزايا غير معهودة لا يحيط بها موظف متقاعد حتى مات سنة 1959م، فنالت أرملته فيوليت نفس المزايا حتى وفاتها خلال الغزو العراقي للكويت.

## بيت ديكسون
ضم البيت الذي أقام بة ديكسون كوكيل سياسي في الكويت تحت إدارة المجلس الوطني للثقافة والفنون والآداب عام 1992 وحول إلى متحف تحت اسم مركز ديكسون الثقافي ويقع على شارع الخليج العربي ويتكون من طابقين.

## مؤلفاته
1. كتاب عرب الصحراء صدر عام 1949
2. كتاب الكويت وجاراتها صدر عام 1956